# Li (rivière)
Pour les articles homonymes, voir Li.
La Li (chinois : 漓江 ; pinyin : lí jiāng) est une rivière de Chine, dans la région autonome de Guangxi et un affluent du fleuve Xi. 
Elle s'étend sur 83 km de Guilin à Yangshuo, où le site fluvial est mis en avant par des pics calcaires de type karstique.

## Géographie
La Li traverse les villes de Guilin et Yangshuo jusqu'à Pingle où, avec les rivières Lipu (荔浦河) et Gongcheng (恭城河) elle forme la rivière Gui (桂江), avant de se jeter dans le Xi à Wuzhou.
La rivière traverse, au sud de Guilin, des forêts de karst. Un paysage aux abords du village de Xingping (兴坪镇), à une douzaine de kilomètres en amont de Yangshuo, a inspiré la gravure du billet de 20 yuans.
Au IIIe siècle avant notre ère, sur ordre de Qin Shi Huangdi, la rivière Xiang a été reliée par le canal Lingqu à la rivière Li.

## Galerie

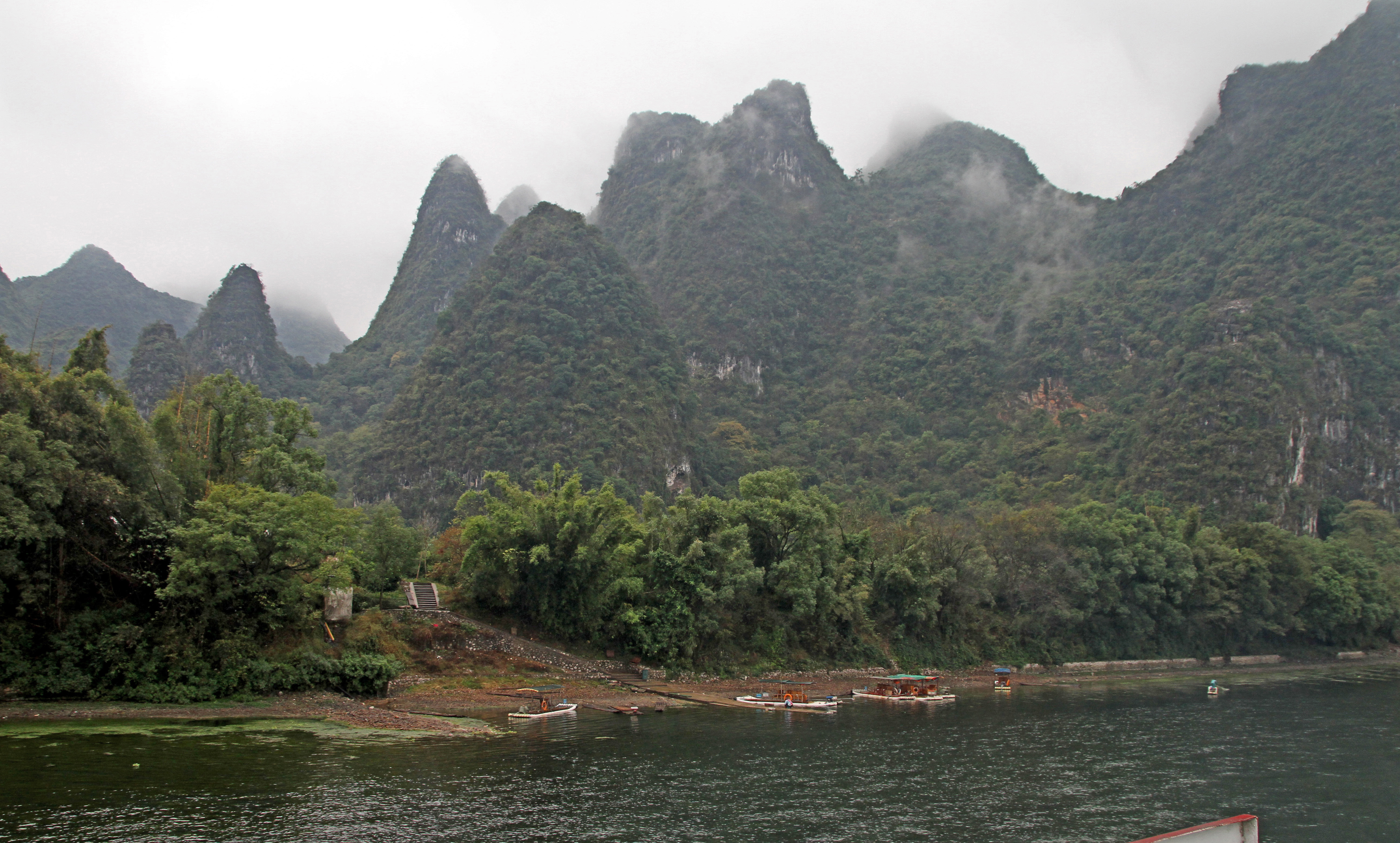
Jetée
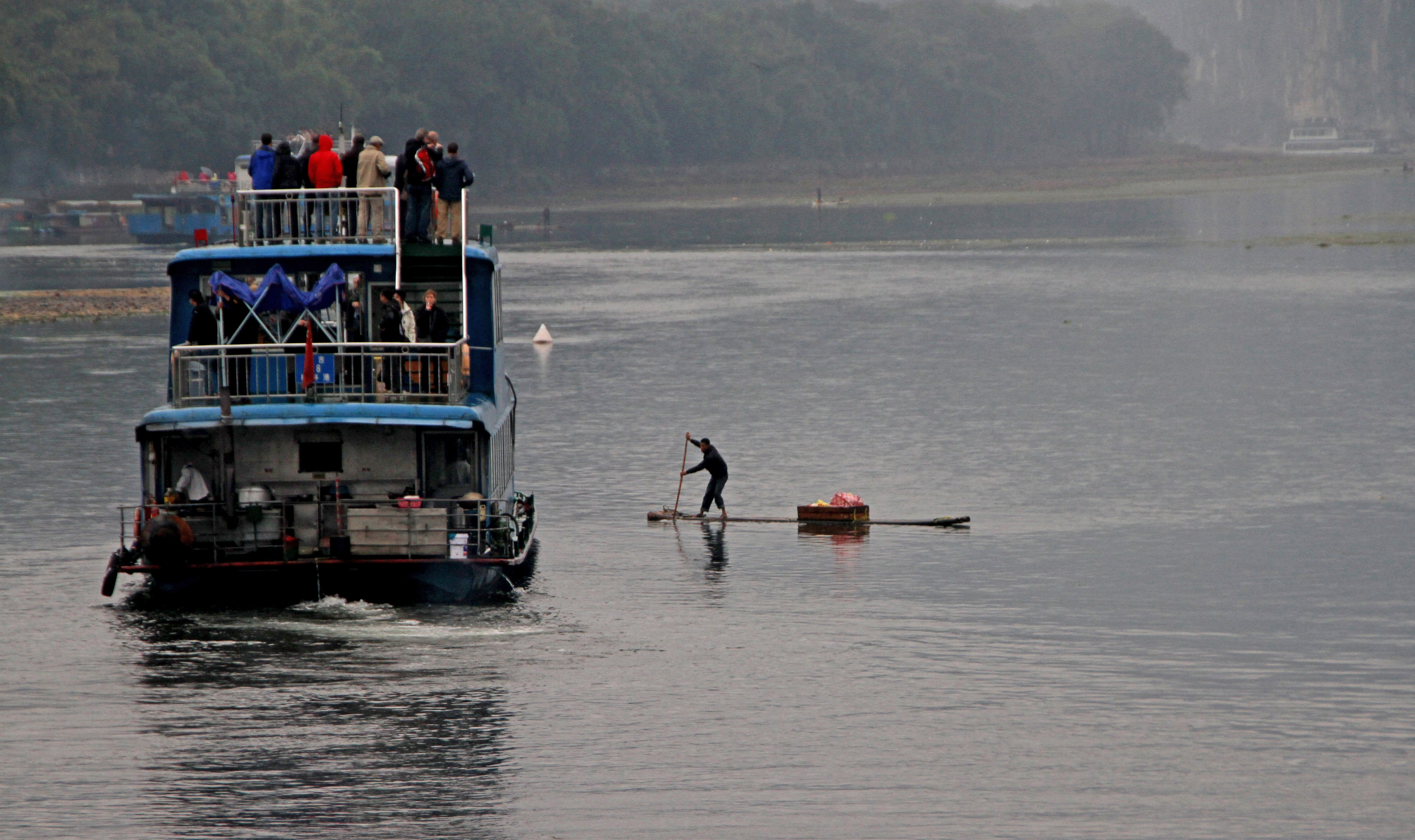
Commerçant flottant
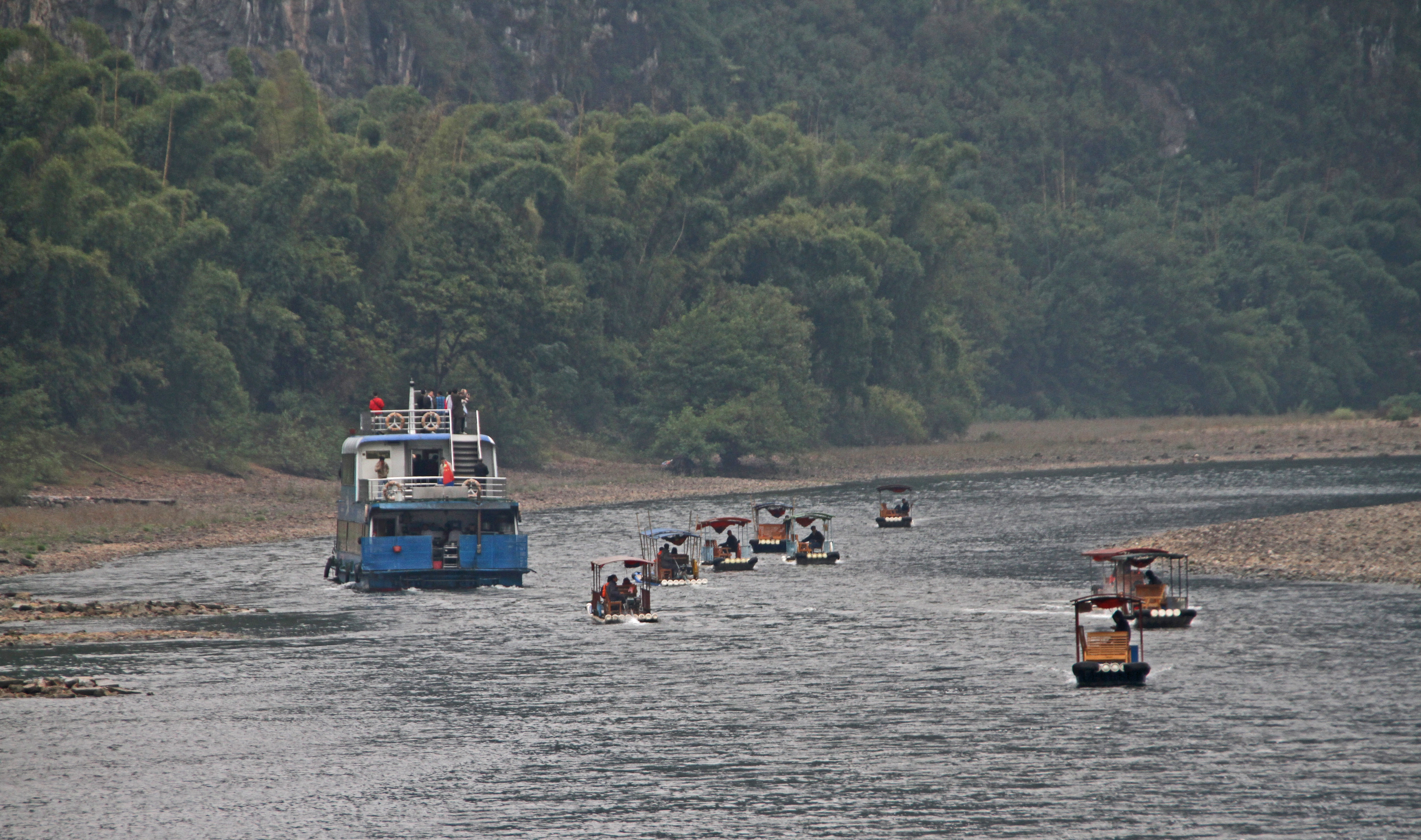
Flotte
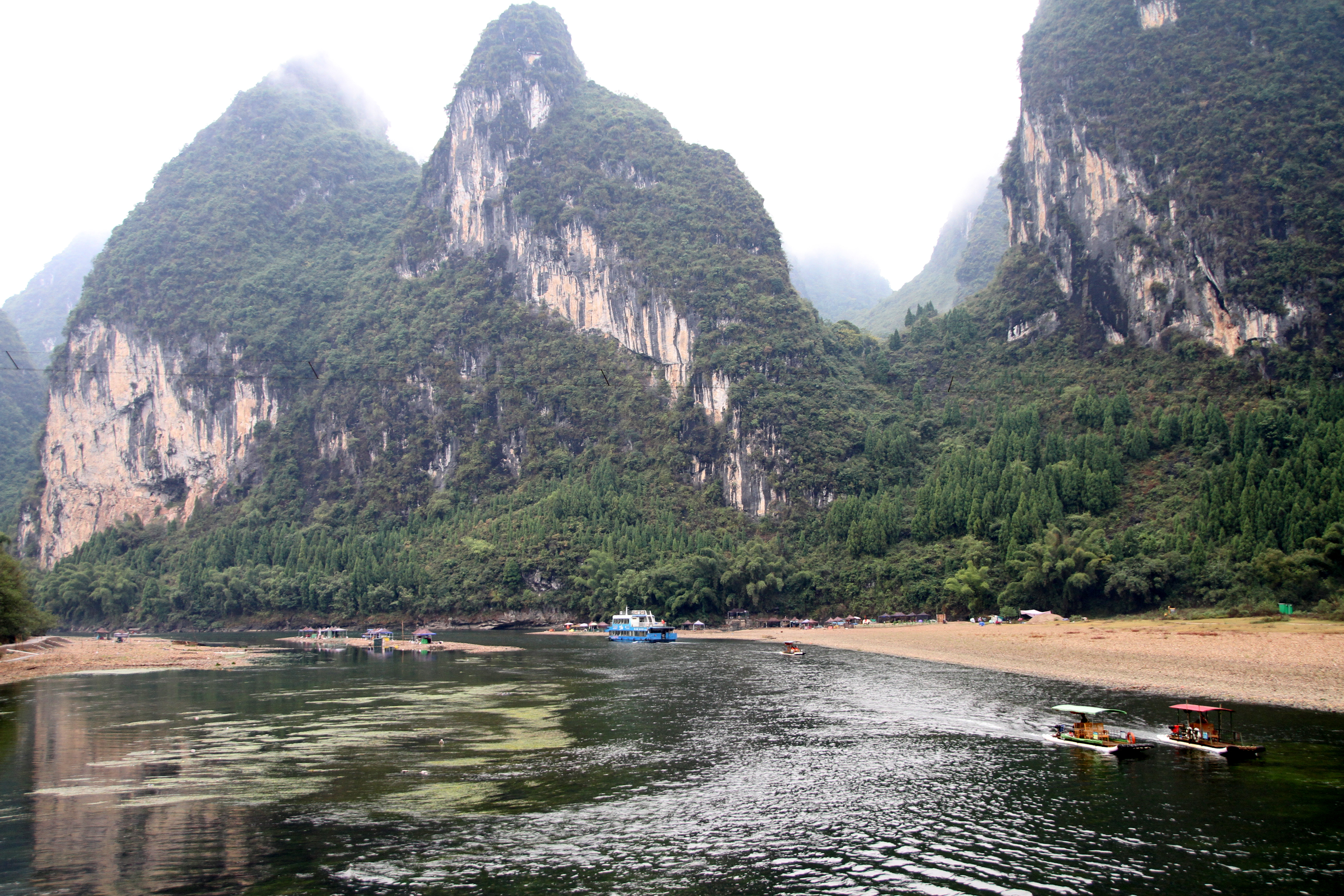
Hautes montagnes
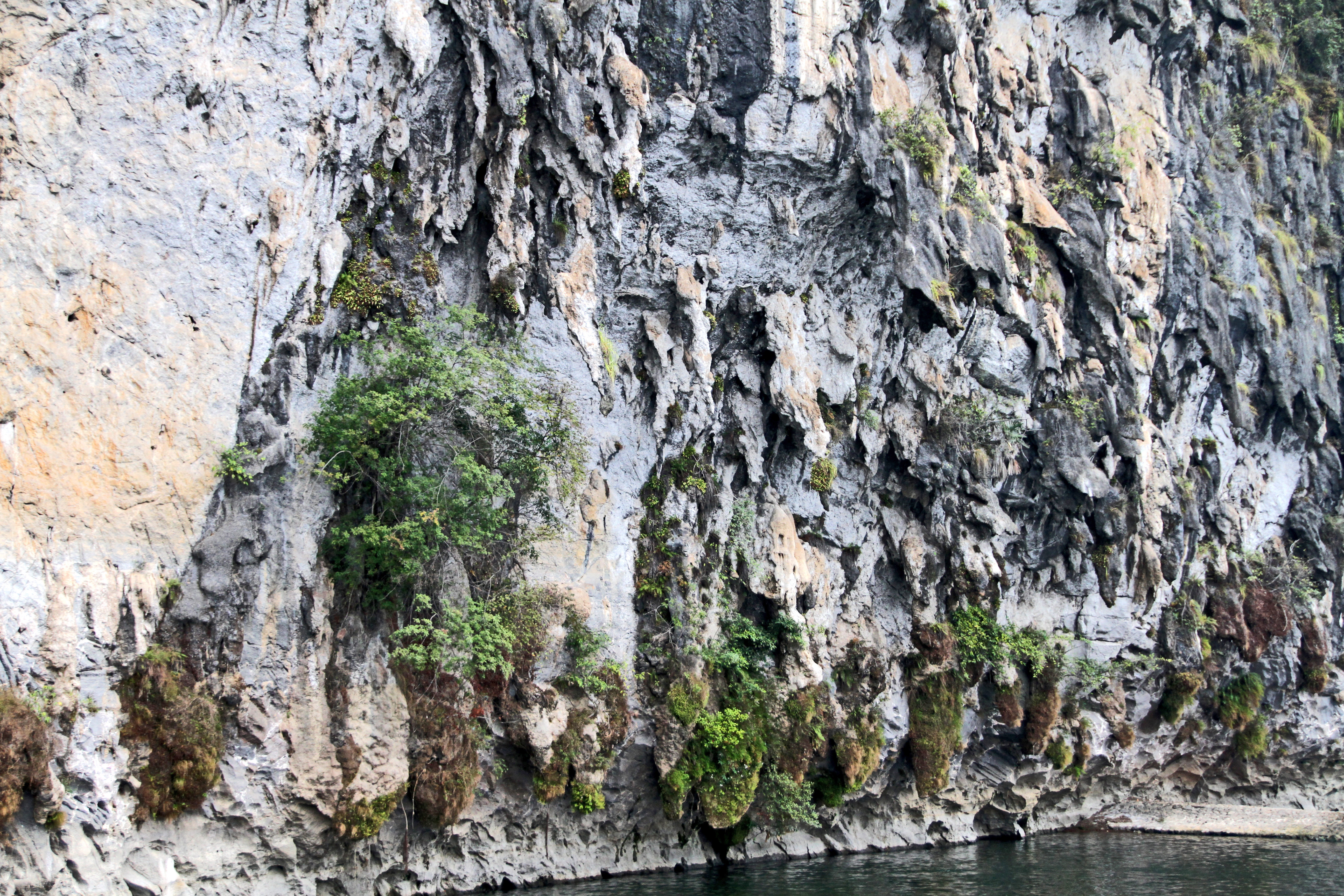
Roches calcaires
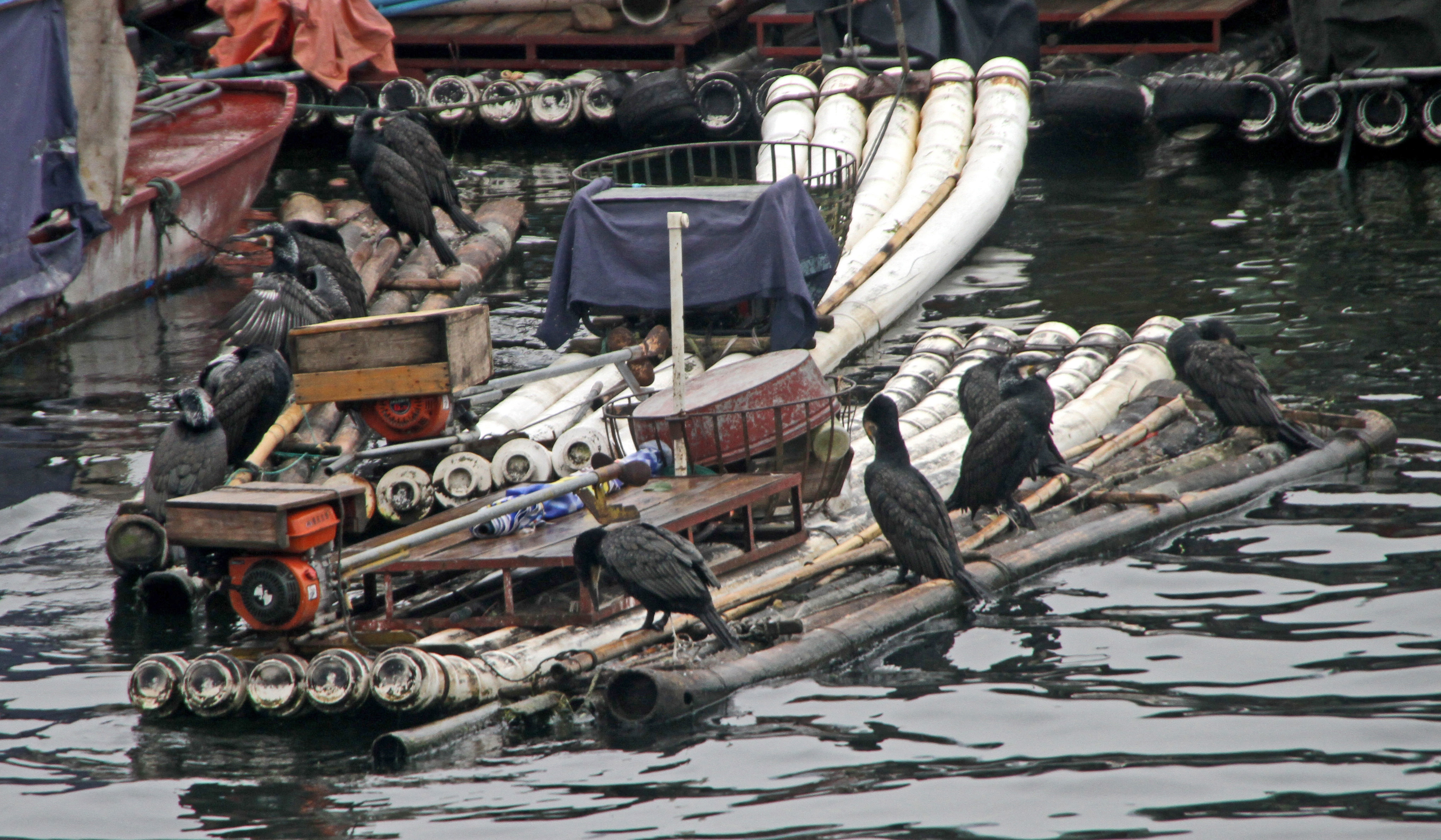
Cormorans
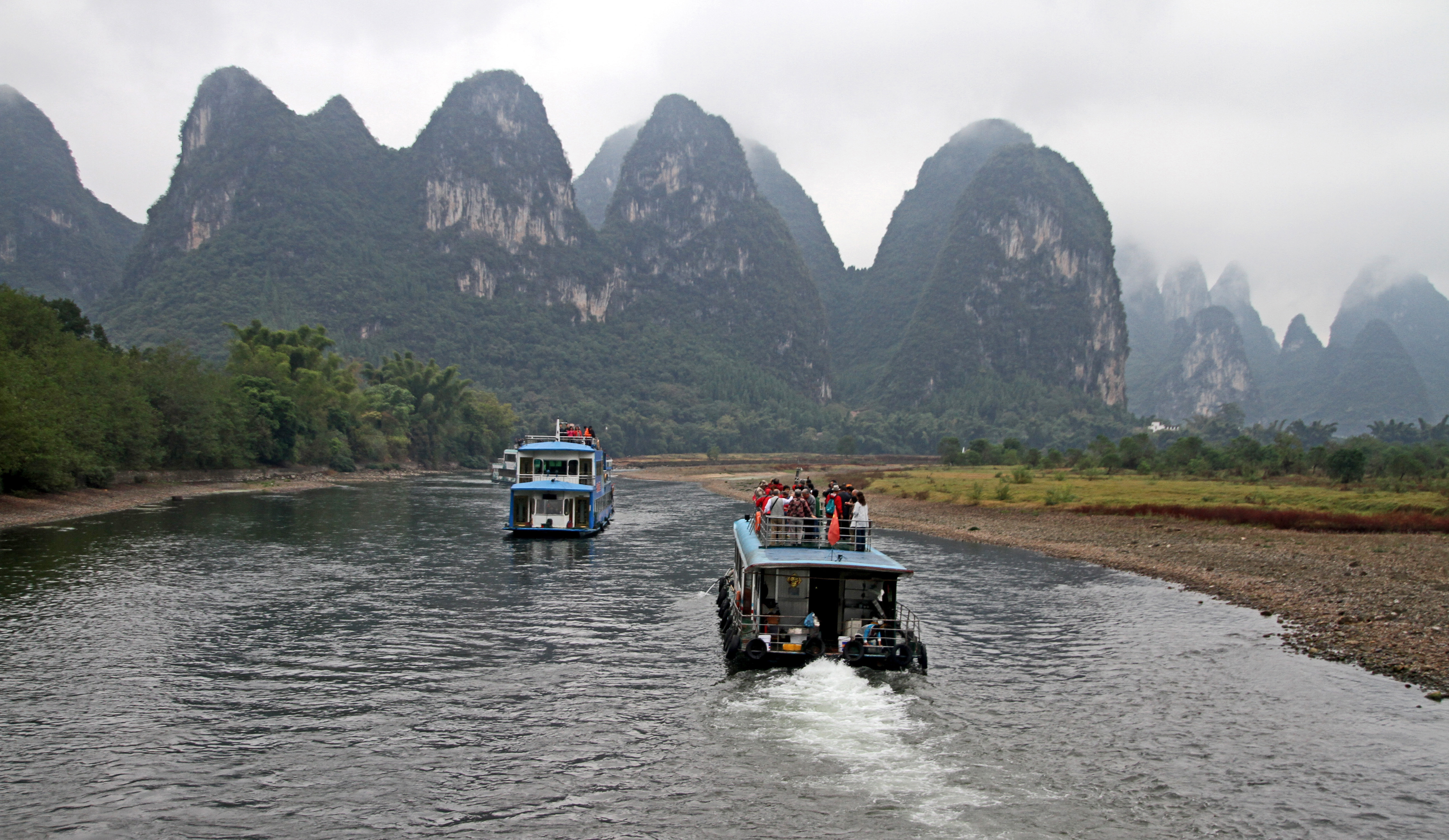
Panorama